# Recircularea apei
Recircularea apei este un proces prin care apa utilizată în cadrul unei folosințe este tratată în vederea îmbunătăților ei calitative și apoi reintrodusă în circuitul de apă al folosinței, în vederea reutilizării.